# Langsur

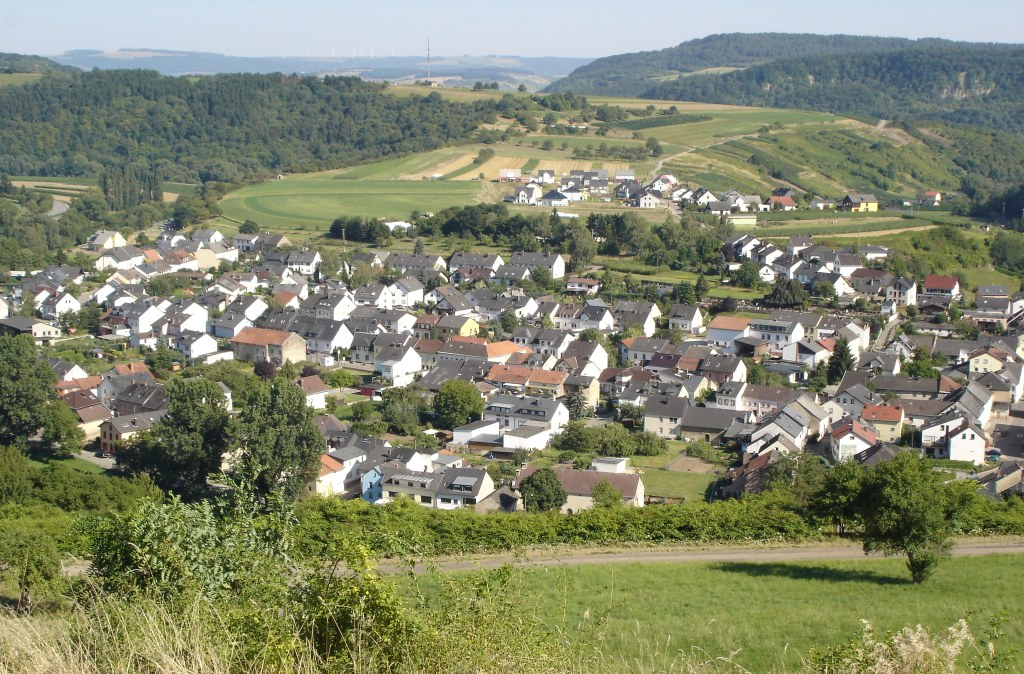
Blick auf Langsur

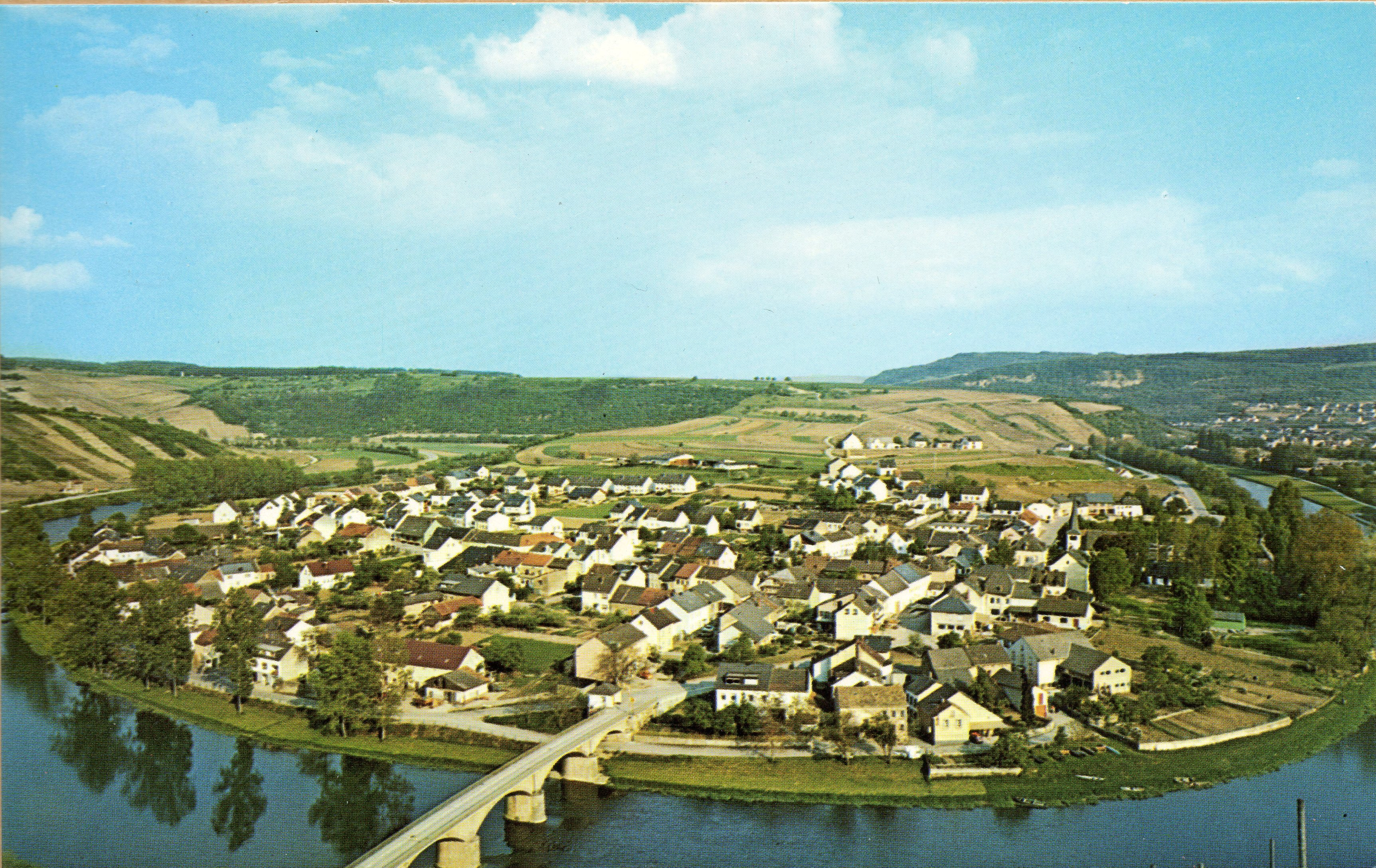
Langsur auf einer Ansichtskarte von 1980

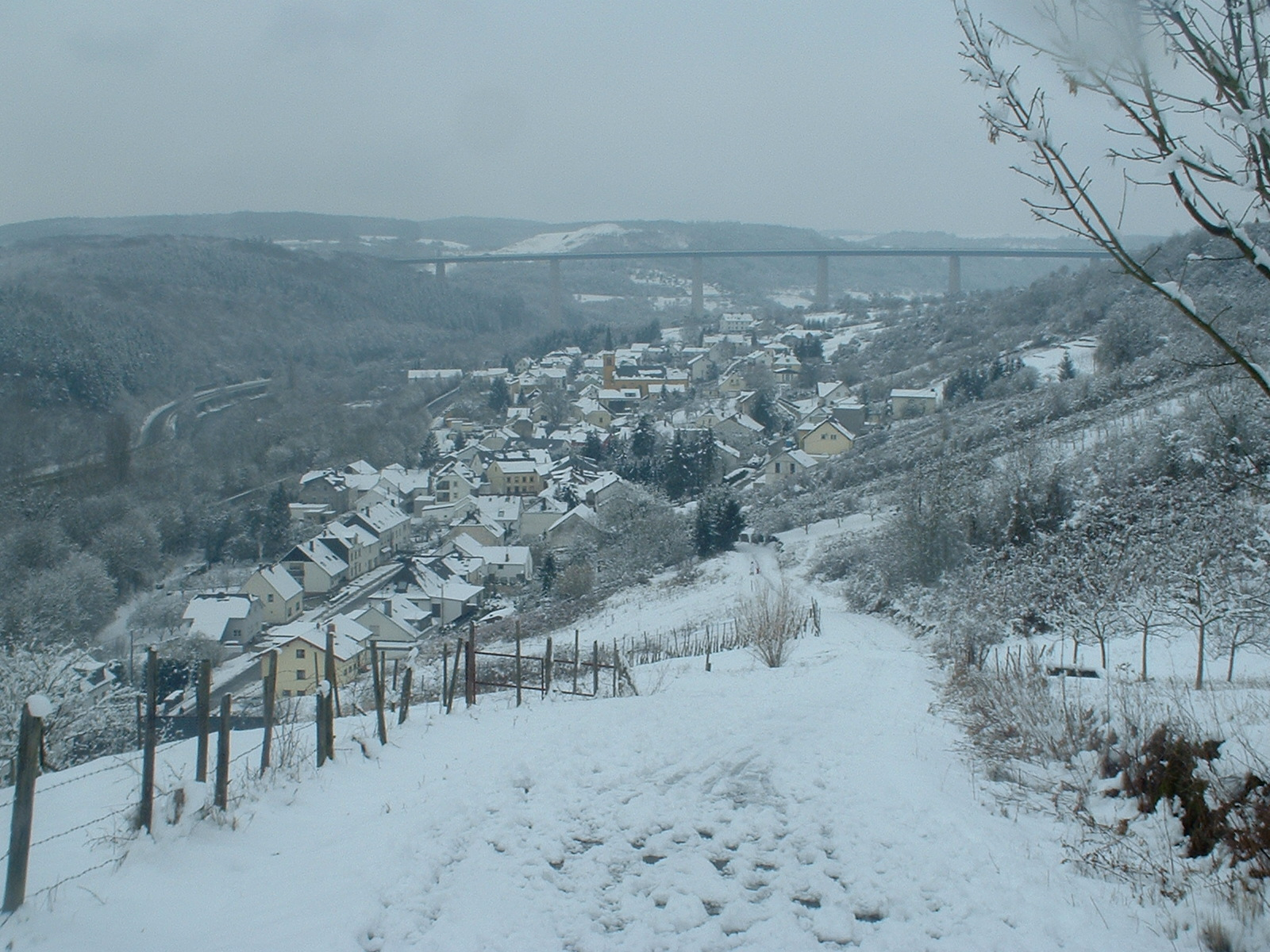
Blick auf das winterliche Mesenich mit der Sauertalbrücke im Hintergrund

Langsur (luxemburgisch Laserⓘ) ist eine Ortsgemeinde im Landkreis Trier-Saarburg in Rheinland-Pfalz. Sie gehört der Verbandsgemeinde Trier-Land an.

## Geographie

### Lage
Die Gemeinde liegt an der Sauer, dem Grenzfluss zum Großherzogtum Luxemburg, wenige hundert Meter vor deren Einmündung in die Mosel bei Wasserbillig.

### Gemeindegliederung
Die Gemeinde gliedert sich in vier Ortsbezirke und einer Anzahl von Wohnplätzen (Einwohnerzahlen am 31. Januar 2025):
| Ortsbezirk | Zugehörende Wohnplätze                          | Einwohner |
| ---------- | ----------------------------------------------- | --------- |
| Grewenich  | Grewenichermühle                                | 145       |
| Langsur    | Löwener Mühle, Wasserbilligerbrück, In der Kaul | 1.024     |
| Mesenich   | Am Sportplatz                                   | 411       |
| Metzdorf   | Kemperborn, Sonnenhof, Fürsthof                 | 317       |

## Geschichte
Die erste urkundliche Erwähnung Langsurs findet sich im Jahr 978, als Erzbischof Egbert von Trier die Gemarkung Langsur der Kirche des heiligen Maternus in Trier schenkte.
In den folgenden Jahrhunderten gehörte Langsur nacheinander zu Lotharingien, Luxemburg, Burgund und Preußen. Die Grenzlage zu Luxemburg besteht seit dem Wiener Kongress 1815, in dessen Folge die Sauer als Grenzfluss bestimmt wurde.
Nach dem Ersten Weltkrieg gehörte das gesamte Gebiet zum französischen Teil der Alliierten Rheinlandbesetzung. Nach dem Zweiten Weltkrieg wurde Langsur innerhalb der französischen Besatzungszone Teil des damals neu gebildeten Landes Rheinland-Pfalz.
Am 16. März 1974 wurden die bis dahin selbständigen Gemeinden Grewenich (seinerzeit 93 Einwohner), Mesenich (364 Einwohner) und Metzdorf (234 Einwohner) nach Langsur eingemeindet.
Bevölkerungsentwicklung
Die Entwicklung der Einwohnerzahl von Langsur bezogen auf das heutige Gemeindegebiet; die Werte von 1871 bis 1987 beruhen auf Volkszählungen:
| Jahr | Einwohner |
| ---- | --------- |
| 1815 | 716       |
| 1835 | 982       |
| 1871 | 1.010     |
| 1905 | 1.239     |
| 1939 | 1.732     |
| 1950 | 1.467     |
| 1961 | 1.506     |

| Jahr | Einwohner |
| ---- | --------- |
| 1970 | 1.592     |
| 1987 | 1.523     |
| 1997 | 1.599     |
| 2005 | 1.669     |
| 2011 | 1.506     |
| 2017 | 1.506     |
| 2023 | 1.850     |

## Politik

### Gemeinderat
Der Ortsgemeinderat in Langsur besteht aus 16 Ratsmitgliedern, die bei der Kommunalwahl am 9. Juni 2024 in einer personalisierten Verhältniswahl gewählt wurden, und dem ehrenamtlichen Ortsbürgermeister als Vorsitzendem.
Die Sitzverteilung im Ortsgemeinderat:
| Wahl | SPD | CDU | Grüne | FWL | Gesamt   |
| ---- | --- | --- | ----- | --- | -------- |
| 2024 | –   | 7   | –     | 9   | 16 Sitze |
| 2019 | 3   | 6   | –     | 7   | 16 Sitze |
| 2014 | 2   | 6   | 2     | 6   | 16 Sitze |
| 2009 | 3   | 5   | –     | 8   | 16 Sitze |
| 2004 | 5   | 11  | –     | –   | 16 Sitze |

- FWL = Freie Wähler Langsur e. V.

### Bürgermeister
Stefan Hoffmann (FW Langsur) wurde am 2. September 2024 Ortsbürgermeister von Langsur. Bei der Direktwahl am 9. Juni 2024 hatte er sich mit einem Stimmenanteil von 56,8 % gegen einen Mitbewerber durchgesetzt. Hoffmanns Vorgänger Ralf Nehren (FW Langsur) kandidierte bei der Wahl 2024 nicht erneut.
Die Vorgänger waren:
- Ralf Nehren (FWL): 2021–2024[13][14]
- Reinhold Thiel (FWL): 2019–2021[15][16][17]
- Maria Braun (CDU): 2014–2019
- Rüdiger Artz (FWL): 2009–2014
- Karl-Heinrich Orth (CDU): 1979–1989, 1993–2009
- Rudolf Ries (CDU): bis 1979[16][18][19][20]

## Kultur und Sehenswürdigkeiten

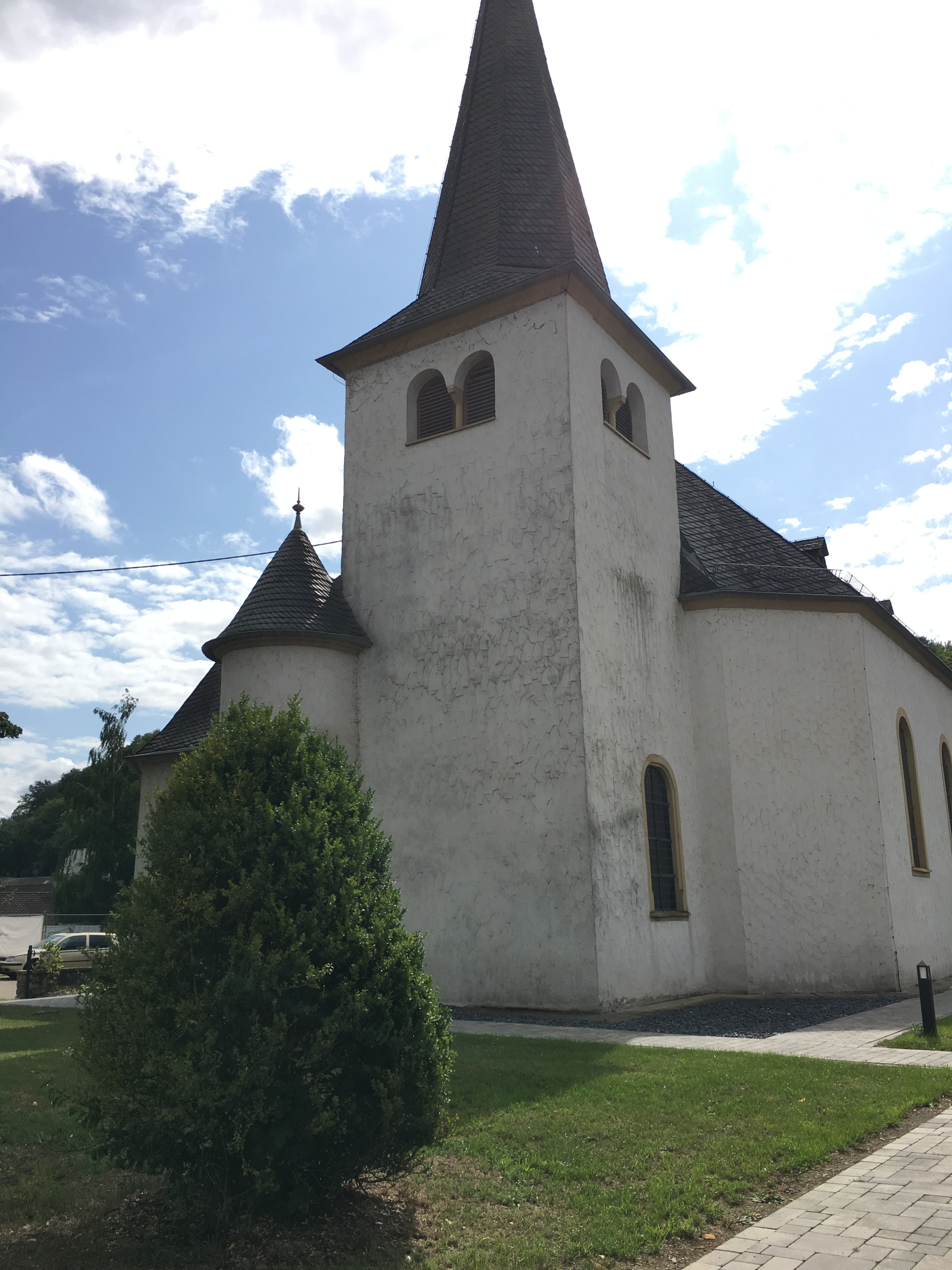
Kirche St. Katharina

### Bauwerke
- St. Katharina, Wasserbilliger Straße

### Veranstaltungen
Im November findet jährlich der Deulux-Lauf statt. Er fand zum ersten Mal 1992 statt. Zu der Laufveranstaltung zählen mehrere Jugendläufe und ein 10-km-Lauf. 2006 war er mit 1455 im Ziel registrierten Läufern der teilnehmerstärkste Lauf über die 10 km in Rheinland-Pfalz.

## Wirtschaft und Infrastruktur

### Gewerbe
Die Wirtschaft des Ortes ist durch Weinbau (Elbling), Landwirtschaft, Handwerksbetriebe, Tourismus und in geringem Umfang Einzelhandel bestimmt. Weitere Erwerbsquellen finden sich auch im nahe gelegenen Trier und jenseits der Grenze in Luxemburg mit seinen Banken und europäischen Institutionen.

### Verkehr
Die Autobahn von Trier nach Luxemburg (A 64) befindet sich in der Nähe. Die Entfernung zum Flughafen Luxemburg-Findel beträgt ca. 25 km. Ans Eisenbahnnetz ist Langsur durch die nahen Orte Wasserbillig (Luxemburg) und Igel an der Mosel-Syretal-Strecke Luxemburg–Trier angebunden. Die Trierer Innenstadt ist ca. 15 km entfernt und ist mehrmals täglich durch Busse zu erreichen.
Die Langsurer Ortsteile Metzdorf und Mesenich waren Bahnstationen der Nebenstrecke Erdorf–Irrel–Igel (Nims-Sauertalbahn). Sie wurde auf ihrem südlichen Abschnitt bereits im Jahre 1968 stillgelegt und rückgebaut. Bei Mesenich befindet sich der (heute ungenutzte) 827 m lange Mesenicher Tunnel. Das Bahnhofsgebäude von Mesenich fiel dem Straßenbau zum Opfer, das Empfangsgebäude in Metzdorf ist seit Jahren in einen Campingplatz integriert. Die ehemalige Bahntrasse wurde 2008 auch zwischen Metzdorf und Wintersdorf Teil des Sauertal-Radweges.

### Öffentliche Einrichtungen
- Kindertagesstätte und Krippe, Grundschule, Volkshochschule
- Sporthalle, Fußballplatz, Tennisplatz

## Persönlichkeiten
- Johann Saurborn (1806–1879), Kreissekretär und Landrat